# Личмани
Личмани́ — село у Гладковицькій сільській громаді Коростенського району Житомирської області України. Населення становить 47 осіб.

## Історія
У 1906 році хутір Гладковицької волості Овруцького повіту Волинської губернії. Відстань від повітового міста 23 версти, від волості 18. Дворів 9, мешканців 71.
Внаслідок Чорнобильської катастрофи 1986 року село увійшло до зони гарантованого добровільного відселення.
У квітні 2020 року внаслідок лісових пожеж згоріло сім господарств релігійних самоселів, що оселилися там близько 10 років тому.